# Mälbo
Mälbo är en by i Hedesunda socken, Gävle kommun. Byn är omnämnd år 1424, stavning då Maedhelbodum. Mälbo ingår i ett större byområde kallat Vinnersjö och som ligger nära gränsen till Österfärnebo socken.